# Döblinger Bad

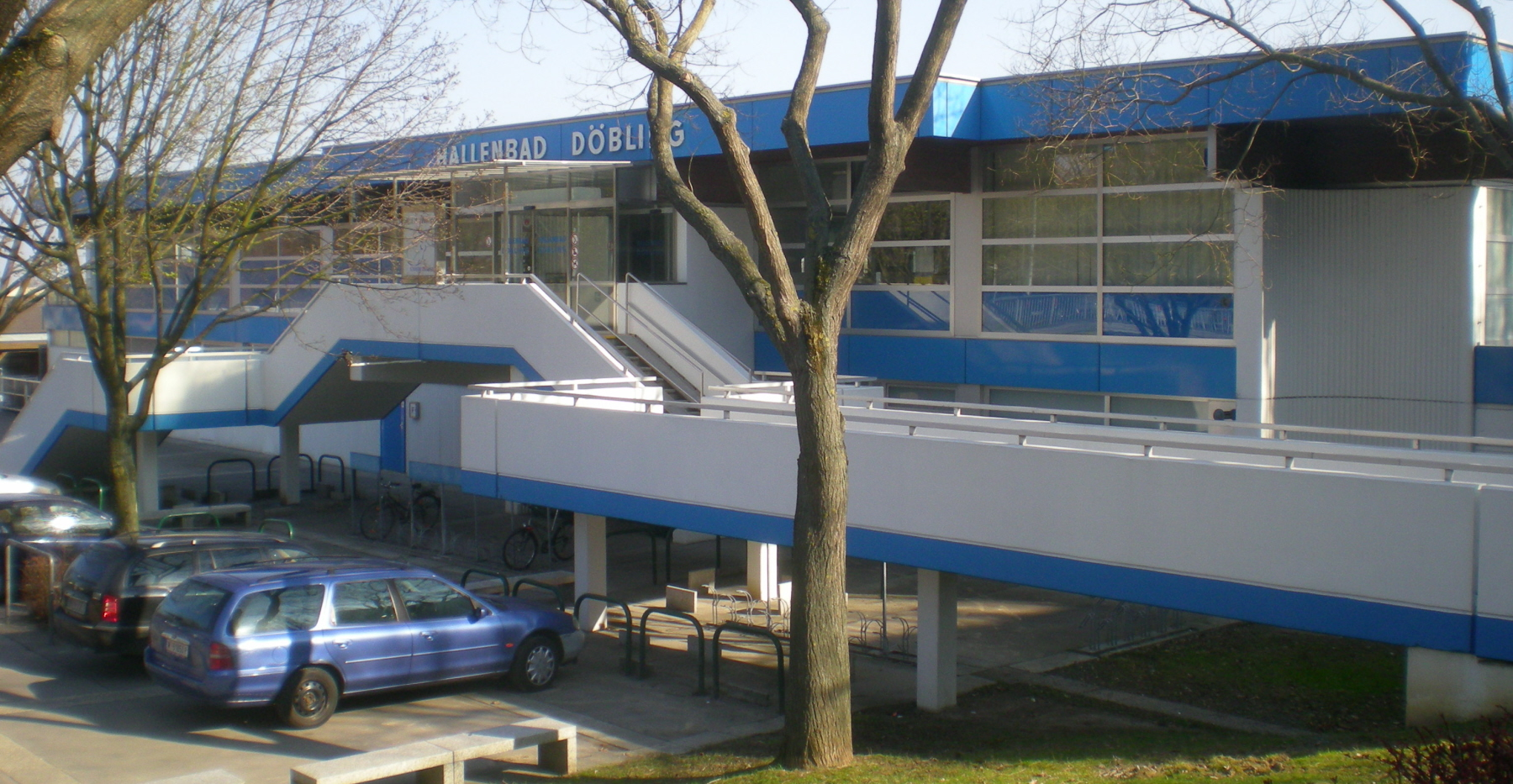
Haupteingang des Döblinger Bads

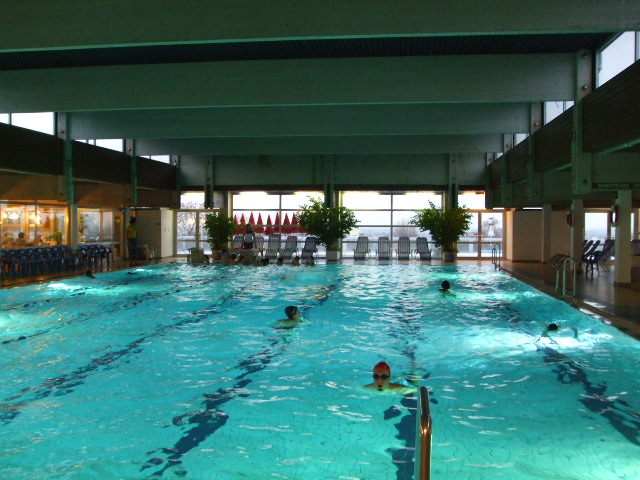
Sportbecken im Hallenbad

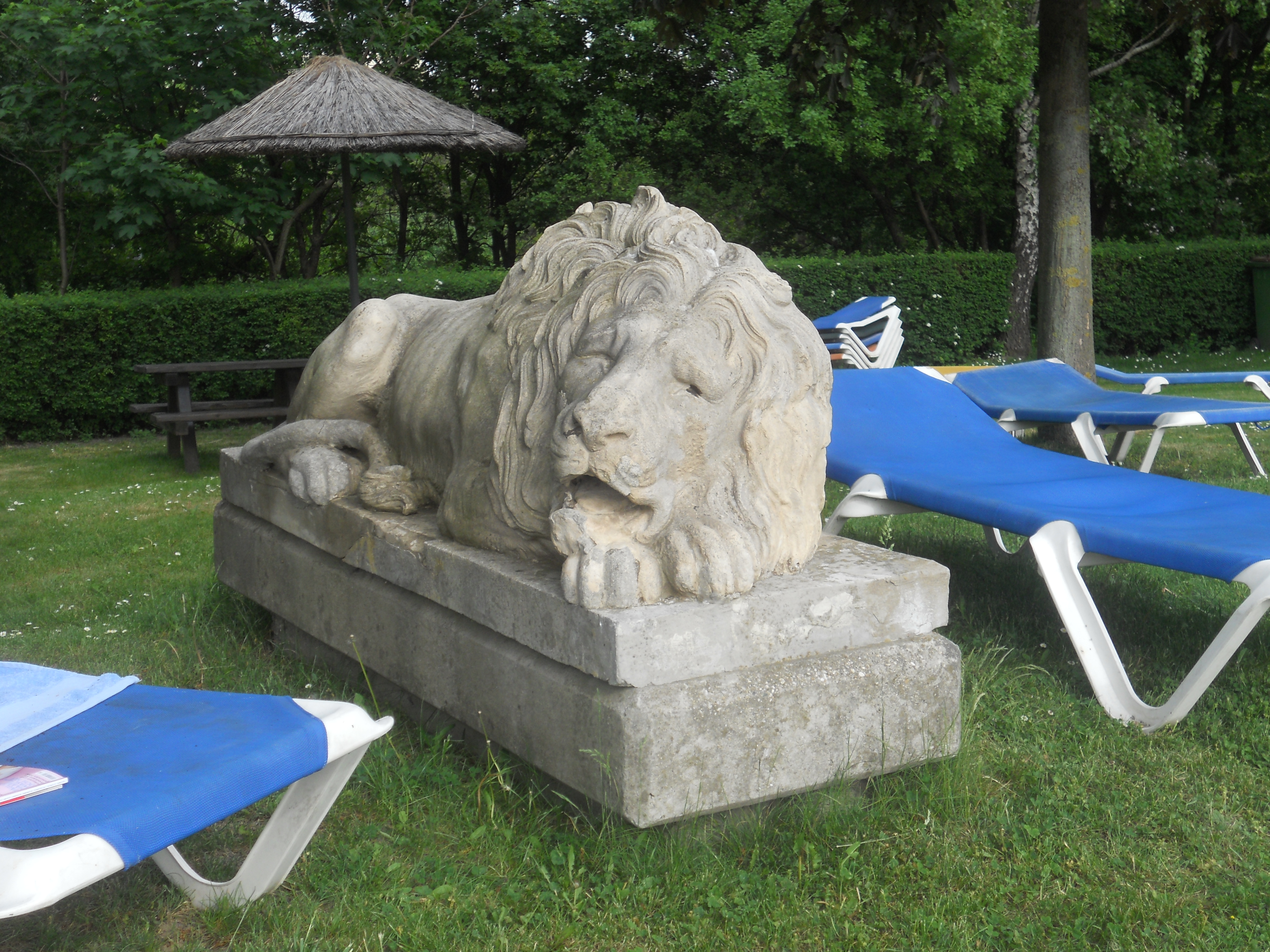
Löwenfigur

Das Döblinger Bad ist ein Kombibad der Stadt Wien. Zusätzlich zu dem Hallenbad besitzt es auch ein Sommerbad. Es liegt im 19. Wiener Gemeindebezirk Döbling zwischen dem Heiligenstädter Park und der Hohen Warte. Es setzt sich aus drei Becken im Hallenbad sowie vier Becken im Freibereich zusammen.

## Geschichte
Am heutigen Gelände des Döblinger Bades befand sich bis 1977 ein Teil der Rothschildgärten, eine von Nathaniel Meyer Freiherr von Rothschild im Jahr 1860 angelegte botanische Gartenfläche.
Der Bau des Hallenbads erfolgte im Zuge des von Friedrich Florian Grünberger geplanten, einheitlichen Bäderkonzepts der Stadt Wien, „Bad von der Stange“, und wurde am 2. Dezember 1978 eröffnet. Dieses Konzept des seinerzeitigen „Bäderpapstes von Wien“ sah den Bau eines 25 × 12,5 Meter großen Schwimmbeckens, eines Lehrschwimmbeckens und eines Kinderbeckens, einer Saunaanlage und eines Restaurants für insgesamt sechs Wiener Bezirksbäder vor.
Nach Schließung des Sommerbades Hohe Warte am 30. September 1987 wurde zusätzlich das Sommerbad Döbling am 2. Mai 1988 eröffnet. Hierbei handelt es sich um einen Außenbereich, der das Hallenbad um vier weitere Becken erweitert.
2004 wurde zusätzlich der Beach-Volleyball Platz in Betrieb genommen. Ein Jahr später, im Zuge von Renovierungsarbeiten, fanden außerdem kleine Veränderungen im Innenbereich (Windfang, Kassa, Garderoben, Restaurant) statt.

## Kunstwerke
Im Liegebereich des Freibades befinden sich einige Skulpturen, die wahrscheinlich aus den Rothschildgärten stammen. Es handelt sich um einen Löwen, eine Figur des Poseidon, der in einem von Seepferden gezogenen Wagen sitzt, eine Sphinx, eine korinthische Säule und Reste einer Sitzbank mit Steinvasen.
Aus dem Jahr 1978 stammt ein Mosaik im Eingangsbereich.

## Trivia
Während eines Legionellenbefalls in einer benachbarten Döblinger Wohnhausanlage im Jahr 2013 wurde aufgrund der Ansteckungsgefahr ein Duschverbot verhängt. Die zuständige Wohnbaugenossenschaft hat als Entschädigung den Einwohnern eine Monatskarte im Döblinger Bad angeboten.